# La notte dei mostri di fango
La notte dei mostri di fango (You Can't Scare Me!) è il quindicesimo libro della serie horror per ragazzi Piccoli brividi, scritta da R. L. Stine.
Molti dei libri della collana Piccoli brividi parlano di spettri, mostri e altre creature sovrannaturali. Questo (almeno fino alla fine) si svolge invece nel mondo reale, dove le paure più comuni dei ragazzi sono proprio altri ragazzi (eccezion fatta per gli animali pericolosi). La trama di questo libro è più dettagliata e realistica della maggior parte delle altre che compongono la collana Piccoli brividi. Eccetto per il finale shock tipico di R. L. Stine, i dialoghi e le azioni dei personaggi sono abbastanza realistici e plausibili. Questa storia è unica nei Piccoli brividi perché è raccontata dal punto di vista di Eddie e dei suoi amici, che possono essere visti come gli antagonisti di turno, opposti all'eroica e coraggiosa Courtney. Quest'ultima può apparire sbruffona e altezzosa, ma a seconda del lettore potrebbe anche non sembrare meritevole dell'antipatia di Eddie e dei suoi amici. Il lettore (presumibilmente un bambino o un ragazzino) potrebbe anche identificarsi nel gruppo dei quattro che contrastano l'antipatica e apparentemente perfetta Courtney, magari perché soggetto di simili risentimenti. In ogni caso, nessuno dei quattro ragazzi vuole davvero fare del male a Courtney e Denise, infatti Eddie alla fine le salva avvertendole dell'arrivo dei Mostri di Fango.

## Trama
Eddie, Charlene, Molly ed Herbie (detto "Berretto") sono quattro dodicenni che vivono in una cittadina ai margini di una palude nel sud della California, dove frequentano la scuola locale. I quattro, in particolare Eddie, sono irritati da una loro compagna di classe, Courtney, che sembrerebbe non aver paura di nulla e risulta essere brava in tutto. Durante una gita scolastica, Courtney mette in ridicolo più volte il pauroso Eddie, che si era spaventato prima per un'innocua biscia verde e poi per due bombi. I quattro decidono allora di spaventarla, per dimostrare a tutti che può provare anche lei paura. Così, per prima cosa, mettono un serpente nero di gomma molto realistico, appartenente al fratello di Molly, nel suo sacchetto del pranzo, ma Courtney lo divide con il professore, che si ritrova il giocattolo in mano. Successivamente la ragazza fa di nuovo la figura dell'eroina, calpestandolo fino a staccargli la testa. Il pomeriggio, mentre i ragazzi tornano a casa, incrociano la signora Rudolph, una vicina di casa di Eddie, che chiede loro di aiutarla a salvare il suo gatto che è finito su un albero. Eddie a causa delle vertigini non trova il coraggio, ma in quel momento interviene Courtney che si arrampica e recupera il micio. La vicina prima di allontanarsi fa sentire ancora più in colpa Eddie, e inoltre Courtney fa intendere ai quattro amici che ha capito che sono stati loro a mettere il serpente finto nel sacchetto. Allora i ragazzi decidono di farle cadere in testa una delle tarantole che stanno nel laboratorio di scienze. Dopo molte difficoltà Eddie e Berretto riescono a catturarne una, ma per errore la fanno cadere su Charlene, che a sua volta la butta addosso a Molly. Per vendicarsi le ragazze rivelano al professore che sono stati loro, e per questo finiscono in punizione. Provano allora a spaventare Courtney con Ranuncolo, il grosso San Bernardo di Charlene, ma anche questo piano fallisce.
Eddie sta per arrendersi, ma poi gli viene in mente l'idea che per spaventare Courtney devono farlo di notte, così con uno stratagemma il gruppo riesce a condurre la ragazza e la sua migliore amica Denise in un bosco dove si trova la casa sull'albero delle due amiche. Il loro intento è quello di fare uscire Kevin (il fratello maggiore di Eddie) e i suoi amici travestiti da spaventosi Mostri di Fango, degli esseri mostruosi che, secondo una leggenda locale, sarebbero i cadaveri dei coloni che, molti secoli addietro, vennero lasciati morire dopo un tremendo temporale che colpì l'area paludosa della cittadina (dove vivevano). Attirata dunque Courtney in trappola nella palude, Eddie e gli altri, appostatisi, aspettano l'arrivo del fratello e dei suoi amici ma, inaspettatamente, egli gli comunica di aver forato una gomma alla sua macchina, e proprio in quel momento, sotto la casa sull'albero, appare un'orda di veri Mostri di Fango dal letto melmoso del fiume. Tutti i ragazzi, alla fine, riescono a fuggire mettendosi in salvo. L'apparizione degli esseri, in effetti, ha spaventato Courtney, ma mentre Eddie e i suoi amici sono rimasti sconvolti, la ragazzina va in giro vantandosi di aver avuto ragione sull'esistenza dei Mostri di Fango nei giorni successivi all'evento. Eddie rivela allora che lui e i suoi amici vorrebbero ancora fargliela pagare, ma non possono perché hanno troppa paura.

## Episodio TV
Da questo libro è stato tratto un episodio della serie televisiva che, tuttavia, presenta numerose differenze rispetto alla versione cartacea:
- I personaggi di Charlene, Molly, Denise e Kevin sono assenti.
- Nel libro sono presenti numerosi Mostri di Fango, mentre nell'episodio televisivo solo uno.
- Nel libro tutti i ragazzi, inclusa Courtney, fuggono via alla vista dei Mostri di Fango, sebbene la ragazza non perda occasione per raccontare l'accaduto. Nell'episodio televisivo, invece, Courtney riesce a bloccare il mostro con la sua parlantina (facendo sì che la luce solare lo solidificasse) attirando su di sé le attenzioni della stampa e della televisione.
- Nel libro Eddie chiede al fratello Kevin e due suoi amici di travestirsi da Mostri di Fango col fine di spaventare Courtney, a differenza dell'episodio televisivo in cui costringe Herbie a farlo.
- Nell'episodio televisivo è stata omessa la parte in cui i quattro cercano di spaventare Courtney per mezzo del San Bernando di Charlene, Ranuncolo (presente invece nel libro). È stata inoltre omessa la parte in cui Courtney salva il gattino della signora Rudolph, mettendo Eddie in cattiva luce agli occhi della donna.
- Nell'episodio televisivo, all'inizio, viene raccontata la storia dei Mostri di Fango da parte di Courtney, in cui un anziano signore soccombe, trascinato nella fanghiglia melmosa da un Mostro di Fango, nel tentativo di recuperare la palla della nipote. Tale avvenimento è totalmente assente nel libro. Questa, inoltre, è una delle poche volte in cui avviene una morte effettiva nella serie televisiva.

## Edizioni
- R. L. Stine, La notte dei mostri di fango, traduzione di Alessandra Padoan, collana Piccoli brividi, Arnoldo Mondadori Editore, 1995,  p. 156, ISBN 88-04-40274-1.